# 小野宮吉
小野 宮吉（おの みやきち、1900年4月27日 - 1936年11月20日）は、日本の俳優、演出家、脚本家。

## 略歴
- 北海道帝国大学農科大学予科中退[1]。慶應義塾大学卒業後、1924年に築地小劇場第1期研究生となる。
- 1926年2月、マルクス主義芸術研究会に参加（同年11月、新たに結成された日本プロレタリア芸術連盟がマルクス主義芸術研究会を吸収）。
- 1926年12月、声楽家関鑑子と結婚。
- 1932年3月、日本共産党員として治安維持法により検挙、豊多摩刑務所に収容される。
- 1933年10月、肺疾患重篤により保釈され、鎌倉のサナトリウムで療養。
- 1936年11月20日、肺結核のため死去[2],[3]。

## 著述
- 『前衛座の舞台から』（文芸戦線社、月刊「文芸戦線」1927年1月号所載）
- 『演劇雜記』（同上、1927年6月号所載）
- 『素人芝居のやり方』（戦旗社、月刊「戦旗」1929年10月号所載）
- 『演劇時評』（劇場街社、月刊「劇場街」1929年11月号所載）
- 『演劇運動に関する検閲制度の話』（秋田雨雀、江口渙 監修「綜合プロレタリア芸術講座 第5巻」［内外社、1931年］所収）

## 脚本
- 『早鐘』（「文芸戦線」1926年12月号所収）

## 革命歌の訳詞

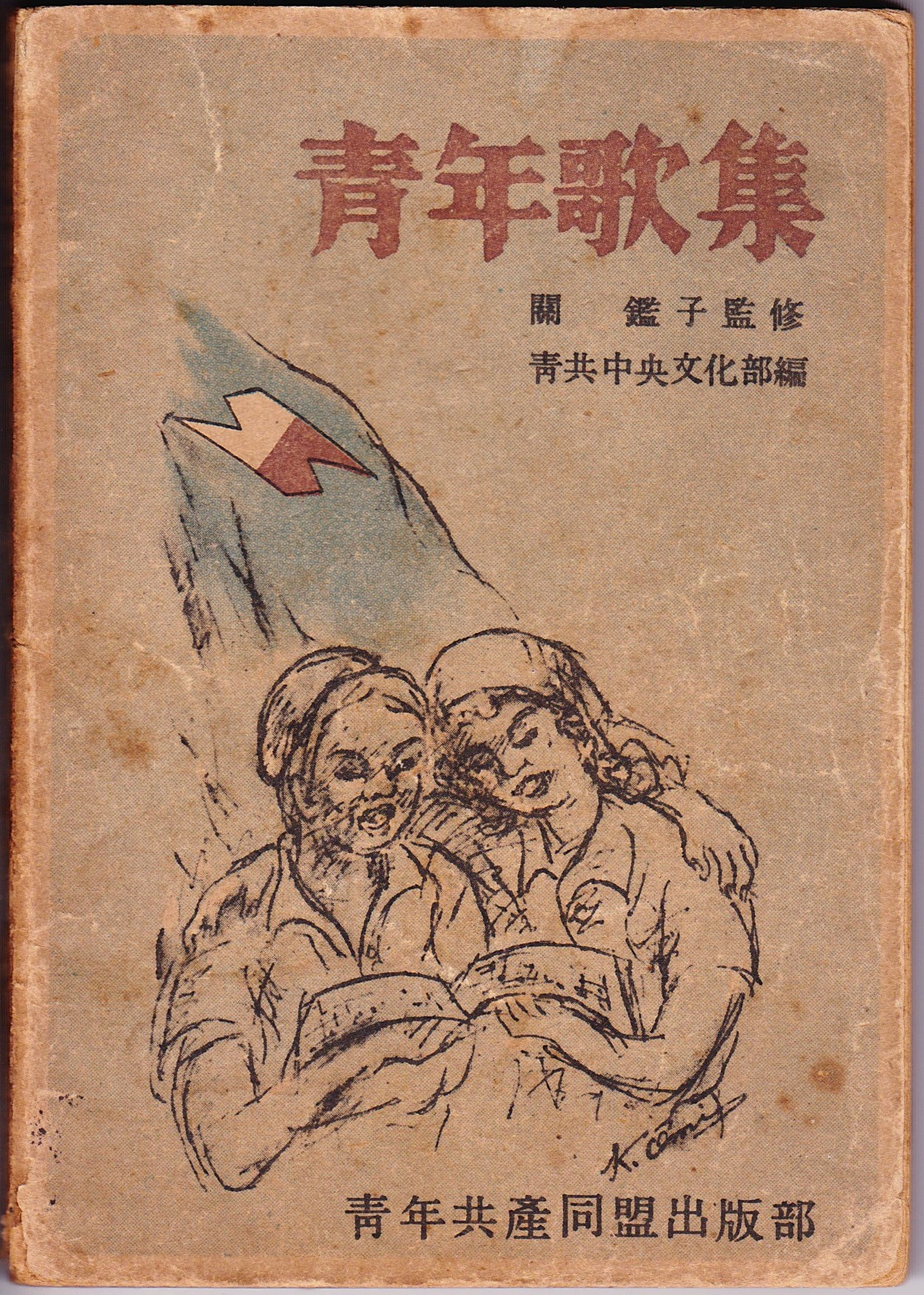
関鑑子監修 日本青年共産同盟中央文化部編「青年歌集」表紙（東京 1948年9月20日発行）

- 「くるめくわだち」（ドイツ民謡編曲）[4]
- 「コンミニストのマルセエーズ」[4]
- 「同志はたおれぬ」（ステークリヒ 作曲）[4]